# Brachinus pecoudi
Brachinus pecoudi es una especie de escarabajo de la familia Carabidae.

## Distribución geográfica
Es endémico de la península ibérica (España).